# Pugchén Mumuntic
Pugchén Mumuntic es una localidad del estado mexicano de Chiapas. Es parte del municipio de Chamula.

## Demografía
| Gráfica de evolución demográfica |
|                                  |

| Censo | Población |
| ----- | --------- |
| 1970  | 187       |
| 1980  | 502       |
| 1990  | 714       |
| 2000  | 860       |
| 2010  | 1 046     |
| 2020  | 1 472     |